# Meum vandasii
Meum vandasii är en flockblommig växtart som beskrevs av Johann Christoph Röhling. Meum vandasii ingår i släktet björnrötter, och familjen flockblommiga växter. Inga underarter finns listade i Catalogue of Life.